# Promulgation
Die Promulgation (lateinisch promulgare ‚öffentlich verkünden‘) eines Gesetzes bedeutet, dass dieses durch Veröffentlichung in Kraft gesetzt wird. Diese erfolgt heutzutage durch Verkündung im jeweils dafür vorgesehenen Gesetzblatt (z. B. Bundesgesetzblatt für Bundesgesetze in Deutschland), früher durch öffentliche Verlesung. Dieser Rechtsakt ist unmittelbar bindend. Zumeist wurde er dadurch unterstützt, dass die Einwohner der Gemeinden, in denen ein Gesetz in Kraft treten sollte, zum Anhören der Verlesung verpflichtet wurden.
Beispielsweise wurde das bremische Höfegesetz von 1899 nach der Zwischenzeit des nationalsozialistischen Reichserbhofgesetzes am 19. Juli 1948 durch Neupromulgation wieder in Kraft gesetzt.
Da Gesetze nur noch in Schriftform veröffentlicht werden, beispielsweise im deutschen oder österreichischen Bundesgesetzblatt, gibt es die Promulgation weltlicher Vorschriften nicht mehr.
Die Promulgation von kirchlichen Gesetzen und Verordnungen wird weiterhin von der römisch-katholischen Kirche gepflegt, die sie am Heiligen Stuhl promulgiert, zugleich erfolgt der amtlich verbindliche Abdruck im päpstlichen Amtsblatt, den Acta Apostolicae Sedis.